# Officine Meccaniche

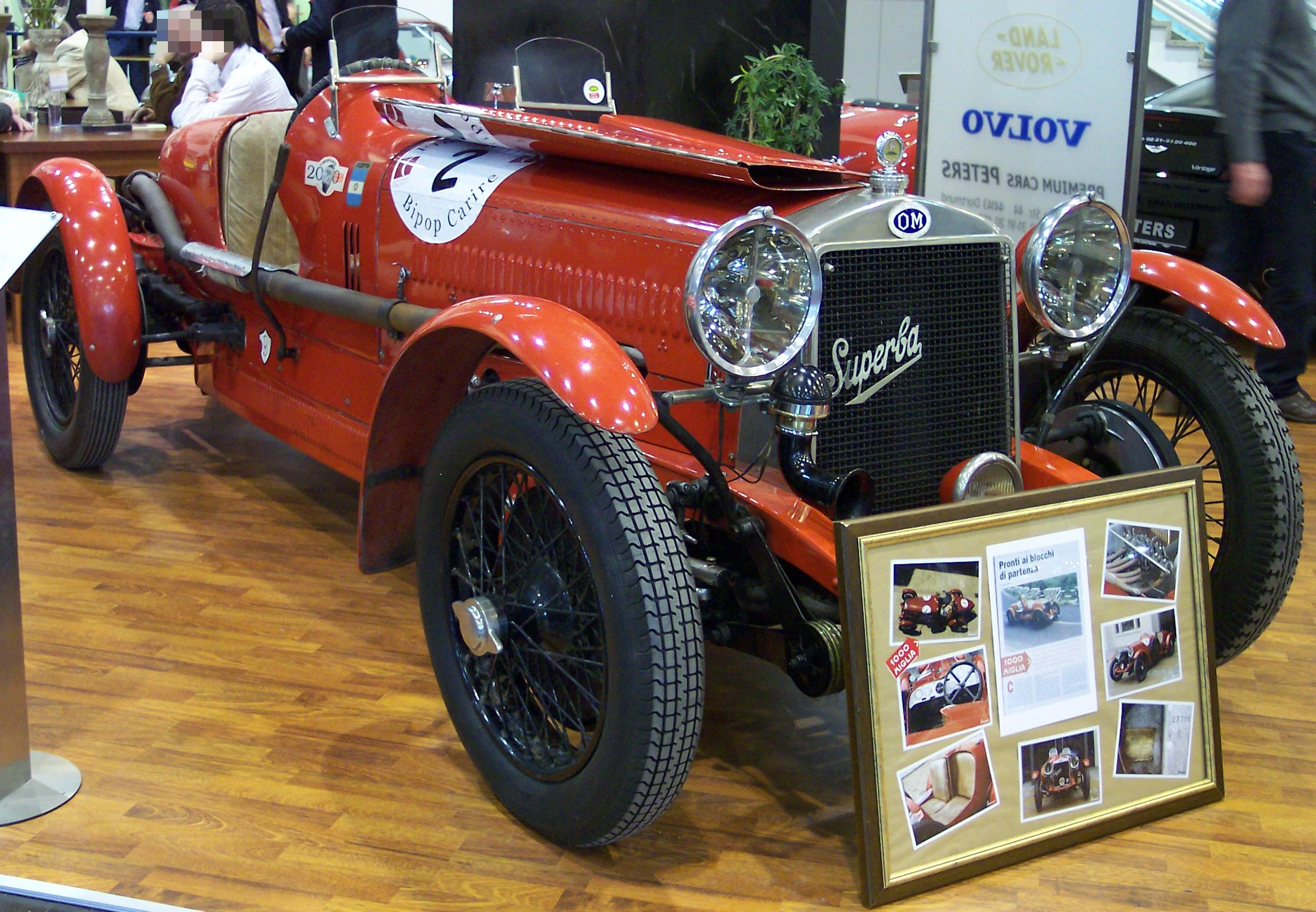
OM 665 Superba z 1929 roku

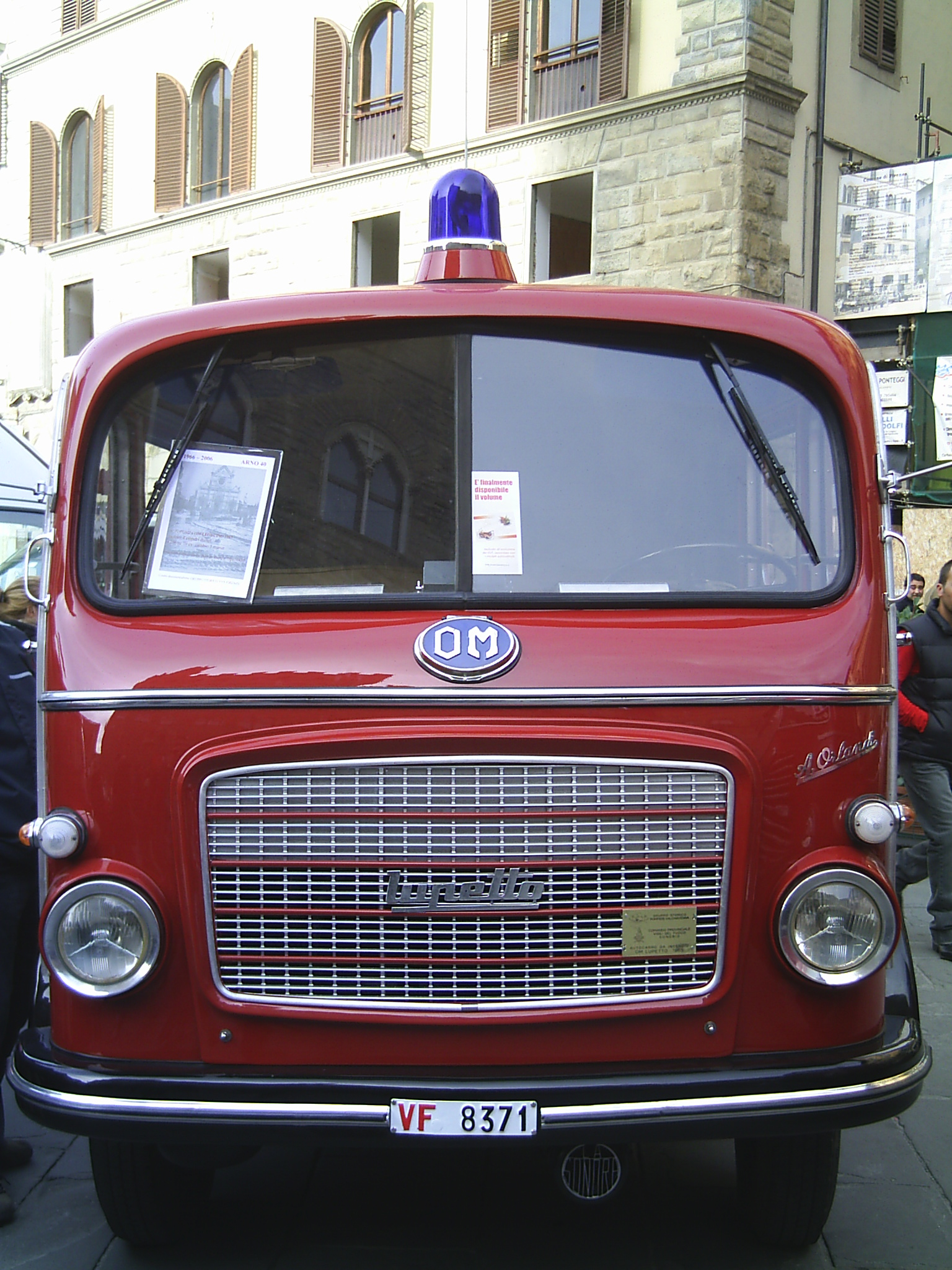
Strażacki OM Lupetto z nadwoziem firmy Orlandi

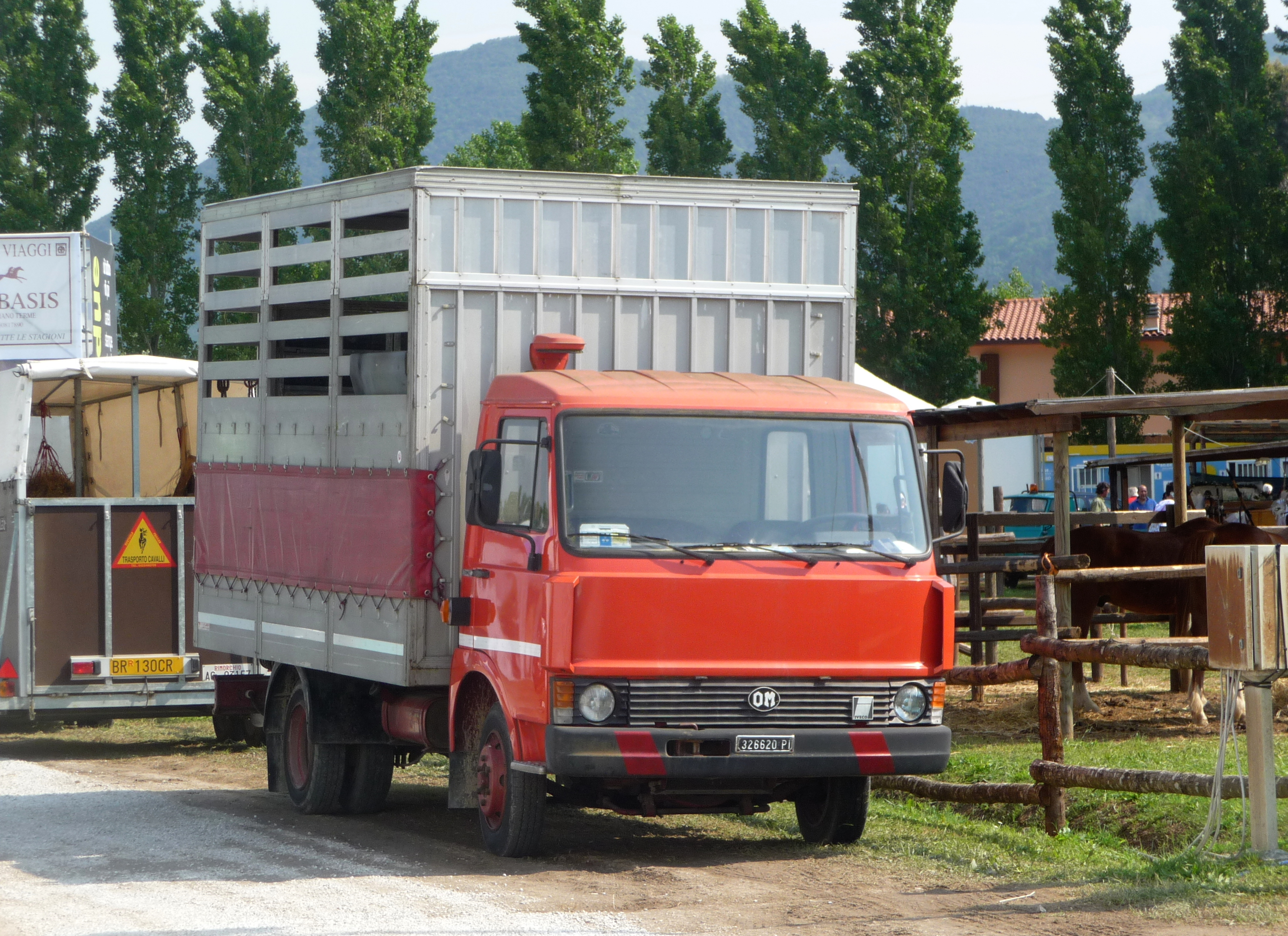
Ciężarówka firmy OM

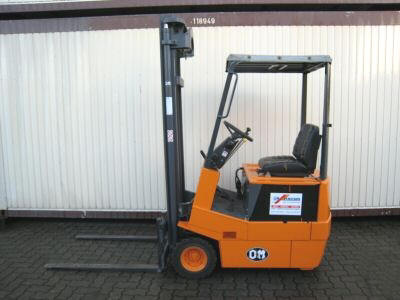
Wózek widłowy OM Pimespo E3/15N w 1997 roku

Officine Meccaniche (w skrócie OM) – były włoski producent samochodów z siedzibą w Brescii. Specjalizował się w produkcji samochodów sportowych o szczególnie wytrzymałych silnikach. W późniejszym czasie produkował również samochody i pojazdy użytkowe.

## Historia
Działalność firmy rozpoczęła się w Mediolanie w 1881 roku od produkcji lokomotyw parowych na podstawie projektów austriackich. Kolejne lokomotywy produkowano według własnych projektów. W 1890 roku wyprodukowano pierwszy włoski tramwaj elektryczny.
W 1917 roku OM wykupiła akcje spółki Fabbrica Automobili Roberto Züst, produkującej samochody osobowe od 1903 roku. 6 marca 1906 roku w Brescii otwarto zakład Brixia – Züst, w którym w 1908 roku uruchomiono produkcję samochodów ciężarowych. Po przejęciu firmy Züst nazwę przedsiębiorstwa zmieniono na Societa Anonima Officine Meccaniche gia Miani, Silvestri – C., A. Grondona, Comi – C.
Samochód marki „OM” był zwycięzcą pierwszej edycji słynnego rajdu Mille Miglia w roku 1927, również miejsca drugie i trzecie na podium zajęły załogi jadące na samochodach marki „OM”.
W roku 1934 przedsiębiorstwo, nie wytrzymując konkurencji innych producentów samochodów sportowych (Alfa Romeo, Ferrari, Lancia i Maserati) zakończyło produkcję samochodów sportowych, przechodząc do branży producentów samochodów ciężarowych. Samochody ciężarowe marki „OM” stanowiły, obok Fiatów, podstawę parku samochodowego armii włoskiej. W tym czasie produkowano m.in. silniki Diesla i samochody ciężarowe na licencji firmy Saurer. W 1938 roku nawiązano współpracę z firmą FIAT. Rozwijała się ona do 1967 roku, w którym Fiat przejął w pełni spółkę OM i włączył ją, wraz ze swoim działem pojazdów użytkowych, do Gruppo Veicoli Industrali.
W 1975 roku część samochodowa „OM” weszła, obok czterech innych firm, w skład kontrolowanego w 80% przez Fiata koncernu Iveco. Markę „OM” wykorzystywano jeszcze do lat 80. XX wieku. W tym czasie pozostałe działy wywodzące się z dawnych zakładów „OM” włączono do grupy „FIAT Carrelli Elevatori” – specjalizującej się w produkcji dźwigów i innych pojazdów specjalistycznych. Ta ostatnia część firmy w 1992 roku została przejęta przez niemiecki koncern Linde AG i pod nazwą OM Pimespo specjalizuje się w produkcji wózków widłowych.

## Wybrane modele
Osobowe
- OM S 305 25/35 HP
- OM 469 12/15 HP
- OM 665 Superba
- OM Taurus

Użytkowe
- OM 40/100/120/150 (1967–1975)
- OM 170 (1967)
- OM 6600 Acp 56 (1956)
- OM Cerbiatto (1966)
- OM Daino (1967)
- OM Grinta (1977)
- OM Leoncino (około 1950)
- OM Lupetto (1959)
- OM Orione/Super Orione (około 1950)
- OM Orsetto (1966)
- OM Super Taurus (około 1950)
- OM Tigrotto (1957)
- OM Tigre (1958)
- OM Titano (1953)